# Siniša Mihajlović
Siniša Mihajlović (srbsky Синиша Михајловић; 20. února 1969, Vukovar – 16. prosince 2022, Řím) byl srbský fotbalový obránce srbsko-chorvatského původu.
Narodil se ve Vukovaru, vyrůstal v Borovo Naselje.
Během kariéry jej provázely kontroverzní incidenty včetně rasistického urážení soupeře, plivnutí na soupeře nebo nacionalistické názory a sympatie k Arkanovi (vlastním jménem Željko Ražnatović), jenž byl velitelem Srbské dobrovolnické gardy.
Mihajlović byl znám jako vynikající střelec přímých volných kopů.
Drží rekord v počtu vstřelených branek (27) z přímých kopů v rámci italské nejvyšší ligové soutěže, Serie A.
Patří mezi několik málo fotbalistů, kteří ve své aktivní kariéře nastupovali jak za AS Řím, tak za Lazio Řím. Oba římské kluby provází velká vzájemná rivalita.

## Život
Siniša Mihajlović se narodil ve Vukovaru v dělnické rodině bosenskosrbského otce a chorvatské matky. Vyrůstal v Borovo Naselje s mladším bratrem Draženem (nar. 1973). Jejich otec Bogdan († 2011) byl řidič kamionu ve stavební společnosti Građevinar ve Vukovaru, zatímco jejich matka Viktorija pracovala v továrně na boty Borovo. Mihajlović se identifikoval jako Srb, ale řekl, že Chorvatsko považuje také za svou zemi.
Během chorvatské války za nezávislost byl jeho domov zničen chorvatskými silami, mezi nimiž byl jeho nejlepší přítel z dětství, etnický Chorvat, který přinutil jeho rodiče uprchnout. Jeho strýc z matčiny strany zavolal matce a řekl, že by měla zůstat v Borovu a že Sinišin otec má být zabit. Jeho strýc byl zatčen, když srbská dobrovolnická garda převzala Borovo, ale byl osvobozen, protože byl příbuzný Mihajloviće. V rozhovoru v roce 2016 Mihajlović řekl, že odpustil svému příteli z dětství na setkání v Záhřebu před rozhodujícím kvalifikačním zápasem Euro 2000 mezi FR Jugoslávií a Chorvatskem.

## Kariéra

### Klubová
Na klubové úrovni hrál za NK Borovo (1986–1988), FK Vojvodina Novi Sad (1988–91), Červenou hvězdu Bělehrad (1991–92), Řím (1992–94), Sampdorii (1994–98) a Lazio (1998–2004). V roce 2004 přestoupil spolu s kamarádem Robertem Mancinim do Interu Milán.
Jeho největším úspěchem byla výhra v PMEZ (později Liga mistrů) s Červenou hvězdou Bělehrad v roce 1991. Ve finále klub porazil Olympique Marseille na penalty, přičemž Mihajlović byl jedním ze střelců. V semifinále proti Bayernu Mnichov střelil důležitý gól z přímého kopu. Mihajlović byl také součástí týmu Červené hvězdy při výhře Interkontinentálního poháru, kdy zdolali Colo-Colo 3:0.
Bělehradský celek rovněž dokráčel do finále Jugoslávského poháru, kde ale podlehl Hajduku Split.
Mihajlović obdržel červenou kartu za potyčku s Igorem Štimacem. Oba hráči se takřka o dvacet let později setkali v kvalifikačním utkání mezi Chorvatskem a Srbskem, ovšem už v roli trenérů svých národních týmů.

#### Řím
Čerstvý trenér římského klubu AS Řím Vujadin Boškov měl zájem na získání Mihajloviće, který během dvou let pomohl týmu umístit se na 10. (1992/93) a 7. místě (1993/94).
V italské lize nastoupil celkově k 54 zápasům, a to buď na levém kraji obrany nebo na levém kraji zálohy. Stal se součástí tažení Pohárem UEFA v sezóně 1992/93, kde Římané postoupili do čtvrtfinále. Proti Borussii Dortmund se trefil „typicky“ z přímého kopu, ale jeho gól nestačil na postup.

#### Sampdoria
Od léta 1994 působil v Sampdorii Janov pod trenérem Svenem-Göranem Erikssonem.
Během čtyř let nastupoval pravidelně a pomohl dosáhnout semifinále Poháru vítězů pohárů v ročníku 1994/95. Stopku janovskému týmu vystavil londýnský Arsenal.

#### Lazio
Během léta 1998 posílil Mihajlović římský celek SS Lazio, jehož ambiciózní prezident Sergio Cragnotti skládal nadějné mužstvo s hráči jako Pavel Nedvěd a Marcelo Salas.
Ligová sezóna 1998/99 skončila druhým místem. Mihajlović zaznamenal 8 gólů ve 30 zápasech Serie A, z toho tři góly v prosinci 1998 proti Sampdorii Janov (nakonec výhra 5:2).
Během tohoto utkání proti svému bývalému týmu vstřelil hattrick, všechny tři góly navíc padly z přímého kopu. Jediným dalším hráčem, kterému se něco takového povedlo v italské lize byl Beppe Signori, rovněž hrající za Lazio.
Lazio dosáhlo finále vůbec posledního ročníku Poháru vítězů pohárů, jenž se 19. května 1999 odehrálo na stadionu Villa Park a kde se Lazio střetlo s RCD Mallorca. Italský celek vyhrál 2:1, Mihajlović hájil zadní řady po boku Favalliho, Nesty a Pancara.
V srpnu 1999 odehrál celé utkání Superpoháru UEFA proti Manchesteru United, který Lazio díky gólu Salase vyhrálo 1:0. Mihajlović nastoupil ve stoperské dvojici s Nestou.
Další ligovou sezónu 1999/00 načali svěřenci Svena-Görana Erikssona třemi výhrami a jednou remízou. V 5. kole proti AC Milán jeho rohový kop našel Diega Simeoneho, nakonec se urodila remíza 4:4.
Během 26 ligových utkání tentokráte zaznamenal šest gólů a navíc získal svoje první Scudetto – italský mistrovský titul.
V ročníku 2000/01 se Mihajlović zúčastnil skupinové fáze Ligy mistrů, kde Lazio poměřilo síly se Šachtarem Doněck, Spartou Praha a Arsenalem. Při utkání proti Arsenalu v říjnu 2000 se měl dopustit rasistických urážek na adresu Patricka Vieiry, francouzského záložníka černé pleti.
Mihajlović měl svého soupeře nazvat „černou opicí“, naopak Vieira ho měl nazvat cikánem.
Mihajlović se k rasistickým urážkám přiznal,
následně byl fotbalovou organizací UEFA potrestán, nesměl tedy odehrát dvě utkání evropských pohárů a navíc mu hrozil trest odnětí svobody až na dobu tří let.
Sezónu 2003/04 zakončilo Lazio na šestém místě. Na konci listopadu 2003 se mu nepovedl zápas se Sienou, která doma Lazio porazila 3:0.
Na začátku listopadu byl nasazen do základní sestavy proti Chelsea, avšak Lazio doma na anglického soupeře nestačilo a prohrálo 0:4. Mihajlović dal vzpomenout na incident s Vieirou – tentokráte plivl na soupeřova útočníka Adriana Mutua a vedle toho měl na zemi ležícího Rumuna nakopnout. Rozhodčí si situace nevšiml, Mihajlović byl ale ve druhém poločase vyloučen po zákroku na irského útočníka Damiena Duffa.

#### Inter
Ve věku 35 let odešel jako volný hráč do Interu, kde se znovu setkal s koučem Robertem Mancinim.
Zpočátku dostával přednost v základu před Marcem Materazzim, zejména v sezóně 2004/05
Na jaře proti Lecce pomohl ve 27. kole k výhře 2:1, když jeho rohový kop našel Córdobu a ten hlavičkou přesně zacílil do soupeřovy brány.
Ve 32. kole na půdě Juventusu byl u výhry 1:0, která zdramatizovala souboj o titul.
V závěru vyhroceného derby se urodil incident, kdy útočník Juventusu Zlatan Ibrahimović udeřil Mihajloviće hlavou a k tomu udeřil navíc ještě Ivána Córdobu.
Juventus nakonec titul přece jen získal, Inter Milán skončil třetí za městským rivalem AC Milán.

### Reprezentační
Mihajlović odehrál 63 zápasů ve kterých střelil 9 gólů za reprezentaci Jugoslávie resp. Srbska a Černé Hory. Hrál i na Euru 2000 a na Mistrovství světa v roce 1998.
Na evropském turnaji EURO 2000 neprožil dobrý zápas proti Slovinsku, jeho chyba totiž předcházela gólu Zlatka Zahoviče na 2:0. Po faulu na Sašu Udoviče navíc obdržel druhou žlutou kartu a musel opustit hřiště. Jugoslávie nakonec vyrovnala a utkání dopadlo nerozhodně 3:3.
Jugoslávie nakonec prošla do čtvrtfinále, kde ale nestačila na Nizozemce.

### Trenérská
V letech 2012 až 2013 vedl srbské národní mužstvo. Reprezentaci převzal v květnu 2012 a jeho cílem měla být kvalifikace na MS 2014, které se mělo hrát v Brazílii.
Ve skupině o světový šampionát čelilo Srbsko Chorvatsku, Makedonii, Belgii, Skotsku a Walesu. Mihajlović již neměl k dispozici dlouholeté opory Dejana Stankoviće a Nemanju Vidiće, kteří oba ukončili reprezentační kariéry.
V průběhu března vedl Srbsko proti favorizovanému Chorvatsku, které mělo k dispozici hráče jako Luka Modrić, Mario Mandžukić a Vedran Ćorluka.
V červnu 2018 se domluvil na angažmá ve Sportingu Lisabon. Portugalský celek prožíval neúspěšné a turbulentní období, během kterého fanoušci napadli hráče i klubové zaměstnance. Vedení následně odvolalo Mihajloviće devět dní po jeho nástupu do funkce.
Na konci ledna 2019 se vrátil na pozici trenéra v Bologni, kde po sérii špatných výsledků odvolali Filippa Inzaghiho. Mihajlović klub vedl už v ročníku 2008/09. Odtud byl propuštěn počátkem září 2022, po třech a půl letech působení, když Boloňa získala tři body z prvních pěti utkání v Serii A 2022/23.

## Přestupy
- z FK Vojvodina Novi Sad do CZ Bělehrad za 700 000 eur
- z CZ Bělehrad do AS Řím za 4 500 000 eur
- z AS Řím do Sampdoria Janov za 6 000 000 eur
- z Sampdoria Janov do Lazio Řím za 17 000 000 eur (host)
- z Lazio Řím do Inter Milán zadarmo

## Statistiky

### Klubové
| Sezóna                  | Klub                    | Liga                    | Liga   | Liga | Ligové poháry | Ligové poháry | Ligové poháry | Kontinentální poháry | Kontinentální poháry | Kontinentální poháry | Celkem | Celkem |
| Sezóna                  | Klub                    | Soutěž                  | Zápasy | Góly | Soutěž        | Zápasy        | Góly          | Soutěž               | Zápasy               | Góly                 | Zápasy | Góly   |
| ----------------------- | ----------------------- | ----------------------- | ------ | ---- | ------------- | ------------- | ------------- | -------------------- | -------------------- | -------------------- | ------ | ------ |
| 1988/89                 | Vojvodina               | 1. liga                 | 31     | 4    | JP            | ?             | ?             | —                    | 0                    | 0                    | 31     | 4      |
| 1989/90                 | Vojvodina               | 1. liga                 | 28     | 11   | JP            | ?             | ?             | PMEZ                 | 2                    | 1                    | 30     | 12     |
| 1990/91                 | Vojvodina               | 1. liga                 | 14     | 4    | JP            | ?             | ?             | —                    | 0                    | 0                    | 14     | 4      |
| Celkem za Vojvodinu     | Celkem za Vojvodinu     | Celkem za Vojvodinu     | 73     | 19   | -             | ?             | ?             | -                    | 2                    | 1                    | 75+    | 20+    |
| 1991                    | Crvena zvezda           | 1. liga                 | 14     | 1    | JP            | ?             | ?             | PMEZ                 | 5                    | 1                    | 19     | 2      |
| 1991/92                 | Crvena zvezda           | 1. liga                 | 24     | 8    | JP            | ?             | ?             | PMEZ+SP+IP           | 10+1+1               | 5+0+0                | 36     | 13     |
| Celkem za Crvena zvezda | Celkem za Crvena zvezda | Celkem za Crvena zvezda | 38     | 9    | -             | ?             | ?             | -                    | 17                   | 6                    | 55+    | 15+    |
| 1992/93                 | Řím                     | Serie A                 | 29     | 1    | IP            | 7             | 5             | PU                   | 5                    | 1                    | 41     | 7      |
| 1993/94                 | Řím                     | Serie A                 | 25     | 0    | IP            | 3             | 0             | —                    | 0                    | 0                    | 28     | 0      |
| Celkem za Řím           | Celkem za Řím           | Celkem za Řím           | 54     | 1    | -             | 10            | 5             | -                    | 5                    | 1                    | 69     | 7      |
| 1994/95                 | Sampdoria               | Serie A                 | 25     | 3    | IP+IS         | 2+1           | 0+1           | PVP                  | 6                    | 1                    | 34     | 5      |
| 1995/96                 | Sampdoria               | Serie A                 | 30     | 4    | IP            | 2             | 0             | —                    | 0                    | 0                    | 32     | 4      |
| 1996/97                 | Sampdoria               | Serie A                 | 28     | 2    | IP            | 1             | 0             | —                    | 0                    | 0                    | 29     | 2      |
| 1997/98                 | Sampdoria               | Serie A                 | 27     | 3    | IP            | 4             | 1             | PU                   | 2                    | 0                    | 33     | 4      |
| Celkem za Sampdorii     | Celkem za Sampdorii     | Celkem za Sampdorii     | 110    | 12   | -             | 10            | 2             | -                    | 8                    | 1                    | 128    | 15     |
| 1998/99                 | Lazio                   | Serie A                 | 30     | 8    | IP+IS         | 4+1           | 1+0           | PVP                  | 9                    | 0                    | 44     | 9      |
| 1999/00                 | Lazio                   | Serie A                 | 26     | 6    | IP            | 7             | 4             | LM+ES                | 12+1                 | 3+0                  | 46     | 13     |
| 2000/01                 | Lazio                   | Serie A                 | 18     | 4    | IP+IS         | 2+1           | 1+1           | LM                   | 8                    | 2                    | 29     | 8      |
| 2001/02                 | Lazio                   | Serie A                 | 6      | 0    | IP            | 2             | 0             | LM                   | 2                    | 0                    | 10     | 0      |
| 2002/03                 | Lazio                   | Serie A                 | 21     | 1    | IP            | 1             | 0             | PU                   | 6                    | 0                    | 28     | 1      |
| 2003/04                 | Lazio                   | Serie A                 | 25     | 1    | IP            | 6             | 0             | LM                   | 5                    | 1                    | 36     | 2      |
| Celkem za Lazio         | Celkem za Lazio         | Celkem za Lazio         | 126    | 20   | -             | 24            | 7             | -                    | 43                   | 6                    | 193    | 33     |
| 2004/05                 | Inter                   | Serie A                 | 20     | 4    | IP            | 6             | 1             | LM                   | 4                    | 0                    | 30     | 5      |
| 2005/06                 | Inter                   | Serie A                 | 5      | 1    | IP+IS         | 5             | 0             | LM                   | 3                    | 0                    | 13     | 1      |
| Celkem za Inter         | Celkem za Inter         | Celkem za Inter         | 25     | 5    | -             | 11            | 1             | -                    | 7                    | 0                    | 43     | 6      |
| Celkově                 | Celkově                 | Celkově                 | 426    | 66   | -             | 55+           | 15+           | -                    | 82                   | 15                   | 563+   | 96+    |

### Trenérské
| Sezóna               | Klub                 | Liga                 | Liga   | Liga  | Liga   | Liga   | Liga                               | Ligové poháry | Ligové poháry | Ligové poháry | Ligové poháry | Ligové poháry | Ligové poháry | Kontinentální poháry | Kontinentální poháry | Kontinentální poháry | Kontinentální poháry | Kontinentální poháry | Kontinentální poháry | Celkem | Celkem | Celkem | Celkem |
| Sezóna               | Klub                 | Soutěž               | Zápasy | Výhry | Remízy | Prohry | Umístění                           | Soutěž        | Zápasy        | Výhry         | Remízy        | Prohry        | Úspěch        | Soutěž               | Zápasy               | Výhry                | Remízy               | Prohry               | Úspěch               | Zápasy | Výhry  | Remízy | Prohry |
| -------------------- | -------------------- | -------------------- | ------ | ----- | ------ | ------ | ---------------------------------- | ------------- | ------------- | ------------- | ------------- | ------------- | ------------- | -------------------- | -------------------- | -------------------- | -------------------- | -------------------- | -------------------- | ------ | ------ | ------ | ------ |
| 2008/09              | Boloňa               | Serie A              | 21     | 4     | 8      | 9      | nastoupil v lis., propuštěn v dub. | IP            | 1             | 0             | 0             | 1             | —             | —                    | 0                    | 0                    | 0                    | 0                    | —                    | 22     | 4      | 8      | 10     |
| 2009/10              | Catania              | Serie A              | 23     | 9     | 9      | 5      | nastoupil v pro. 15. místo         | IP            | 2             | 1             | 0             | 1             | —             | —                    | 0                    | 0                    | 0                    | 0                    | —                    | 25     | 10     | 9      | 6      |
| 2010/11              | Fiorentina           | Serie A              | 38     | 12    | 15     | 11     | 9. místo                           | IP            | 3             | 2             | 0             | 1             | —             | —                    | 0                    | 0                    | 0                    | 0                    | —                    | 41     | 14     | 15     | 12     |
| 2011                 | Fiorentina           | Serie A              | 10     | 3     | 3      | 4      | propuštěn v lis.                   | IP            | 1             | 0             | 0             | 1             | —             | —                    | 0                    | 0                    | 0                    | 0                    | —                    | 11     | 3      | 3      | 5      |
| Celkem za Fiorentinu | Celkem za Fiorentinu | Celkem za Fiorentinu | 48     | 15    | 18     | 15     | -                                  | -             | 4             | 3             | 0             | 1             | -             | -                    | 0                    | 0                    | 0                    | 0                    | -                    | 52     | 18     | 18     | 16     |
| 2013/14              | Sampdoria            | Serie A              | 26     | 10    | 6      | 10     | nastoupil v lis. 12. místo         | IP            | 2             | 1             | 0             | 1             | —             | —                    | 0                    | 0                    | 0                    | 0                    | —                    | 28     | 11     | 6      | 11     |
| 2014/15              | Sampdoria            | Serie A              | 38     | 13    | 17     | 8      | 7. místo                           | IP            | 3             | 2             | 0             | 1             | —             | —                    | 0                    | 0                    | 0                    | 0                    | —                    | 41     | 15     | 17     | 9      |
| Celkem za Sampdorii  | Celkem za Sampdorii  | Celkem za Sampdorii  | 64     | 23    | 23     | 18     | -                                  | -             | 5             | 3             | 0             | 2             | -             | -                    | 0                    | 0                    | 0                    | 0                    | -                    | 69     | 26     | 23     | 20     |
| 2015/16              | Milán                | Serie A              | 32     | 13    | 10     | 9      | propuštěn v dub.                   | IP            | 6             | 6             | 0             | 0             | —             | —                    | 0                    | 0                    | 0                    | 0                    | —                    | 38     | 19     | 10     | 9      |
| 2016/17              | Turín                | Serie A              | 38     | 13    | 14     | 11     | 9. místo                           | IP            | 4             | 3             | 0             | 1             | —             | —                    | 0                    | 0                    | 0                    | 0                    | —                    | 42     | 16     | 14     | 12     |
| 2017                 | Turín                | Serie A              | 19     | 5     | 10     | 4      | propuštěn v pro.                   | IP            | 4             | 3             | 0             | 1             | —             | —                    | 0                    | 0                    | 0                    | 0                    | —                    | 23     | 8      | 10     | 5      |
| Celkem za Turín      | Celkem za Turín      | Celkem za Turín      | 57     | 18    | 24     | 15     | -                                  | -             | 7             | 5             | 0             | 2             | -             | -                    | 0                    | 0                    | 0                    | 0                    | -                    | 64     | 23     | 24     | 17     |
| 2019                 | Boloňa               | Serie A              | 17     | 9     | 3      | 5      | nastoupil v led., 10. místo        | IP            | 0             | 0             | 0             | 0             | —             | —                    | 0                    | 0                    | 0                    | 0                    | —                    | 17     | 9      | 3      | 5      |
| 2019/20              | Boloňa               | Serie A              | 38     | 12    | 11     | 15     | 12. místo                          | IP            | 2             | 1             | 0             | 1             | —             | —                    | 0                    | 0                    | 0                    | 0                    | —                    | 40     | 13     | 11     | 16     |
| 2020/21              | Boloňa               | Serie A              | 38     | 10    | 11     | 17     | 12. místo                          | IP            | 2             | 1             | 0             | 1             | —             | —                    | 0                    | 0                    | 0                    | 0                    | —                    | 40     | 11     | 11     | 18     |
| 2021/22              | Boloňa               | Serie A              | 38     | 12    | 10     | 16     | 13. místo                          | IP            | 1             | 0             | 0             | 1             | —             | —                    | 0                    | 0                    | 0                    | 0                    | —                    | 39     | 12     | 10     | 17     |
| 2022                 | Boloňa               | Serie A              | 5      | 0     | 3      | 2      | propuštěn v září                   | IP            | 1             | 1             | 0             | 0             | —             | —                    | 0                    | 0                    | 0                    | 0                    | —                    | 6      | 1      | 3      | 2      |
| Celkem za Boloňu     | Celkem za Boloňu     | Celkem za Boloňu     | 157    | 47    | 46     | 63     | -                                  | -             | 7             | 3             | 0             | 4             | -             | -                    | 0                    | 0                    | 0                    | 0                    | -                    | 164    | 50     | 46     | 68     |
| Celkově              | Celkově              | Celkově              | 380    | 125   | 130    | 125    | -                                  | -             | 31            | 21            | 0             | 10            | -             | -                    | 0                    | 0                    | 0                    | 0                    | -                    | 412    | 146    | 130    | 136    |

Národní tým Srbska vede od 21. května 2012. Po neúspěšném tažení v kvalifikaci na MS jej 23. listopadu 2013 opouští.
| 2012+2013 | Srbsko  | Kvalifikace MS 2014 | 3. místo ve skupině | 10 | 4 | 2 | 4 |
| 2013+2014 | Srbsko  | přátelské utkání    | -                   | 9  | 3 | 2 | 4 |
| Celkově   | Celkově | Celkově             | Celkově             | 19 | 7 | 4 | 8 |

## Úspěchy

### Hráčské

#### Národní
- vítěz jugoslávské ligy (3x)

Vojvodina: 1988/89

Crvena zvezda: 1990/91, 1991/92
- vítěz italské ligy (2x)

Lazio: 1999/00

Inter: 2005/06
- vítěz italského poháru (4x)

Lazio: 1999/00, 2003/04

Inter: 2004/05, 2005/06
- vítěz italského superpoháru (3x)

Lazio: 1998, 2000

Inter: 2005

#### Kontinentální
- vítěz Poháru PMEZ (1x)

Crvena zvezda: 1990/91
- vítěz Interkontinentálního poháru (1x)

Crvena zvezda: 1991
- vítěz Poháru PVP (1x)

Lazio: 1998/99
- vítěz Evropského superpoháru (1x)

Lazio: 1999

#### Reprezentační
- 1× na MS (1998)
- 1× na ME (2000)

#### Individuální
- 1× Fotbalista roku
- 1× All Stars ESM – 1998/99, 1999/00

### Trenérské

#### Individuální
- 1× Srbský trenér roku (2019)
- 1x trenér roku FIGC (2019)
- Uveden do Italské fotbalové síně slávy (2022-im memorian)

### Vyznamenání
Čestné občanství města Boloňa (2020) 